# Pál Berendi
Pál Berendi (Budapest, 30 novembre 1932 – 4 settembre 2019) è stato un calciatore ungherese, di ruolo centrocampista.